# Aquilino Moral
Aquilino Moral Menéndez (La Felguera, Asturias, 1893 - La Felguera, 1979) fue un anarcosindicalista español.

## Biografía
Aquilino Moral nació a finales del siglo XIX en la población siderúrgica de La Felguera (Langreo) y pronto comenzó a trabajar en la fábrica de Duro Felguera donde descubrió las ideas anarquistas de la conocida asociación local La Justicia. Participó en las huelgas de 1912, 1917, la Revolución asturiana y la Guerra Civil. Además escribía artículos relacionados con el anarquismo y la clase obrera bajo el seudónimo de Mario Guzmán. Realizaba artículos para las publicaciones La Batalla (del POUM), Tribuna Socialista, Acción Libertaria (de la CNT), Tierra y Libertad (editado en Barcelona) o La Voz de Asturias. También administró el breve periódico local El Comunista.
Vivió en España durante el franquismo tras salir de la cárcel en 1941, participando en la Huelga de 1962 y en el pleno clandestino de CNT en 1965. Durante los años sesenta intentó aunar en un frente común al anarcosindicalismo y la UGT. Dicha unión, apoyada por varias asociaciones como Solidaridad de Obreros Cristianos de Cataluña y USO, no fue posible.
Ya en democracia, presidió el primer mitin legal de CNT en 1976.
Aquilino Moral falleció a los 85 años, celebrándose en La Felguera un multitudinario sepelio que acompañó sus restos hasta el cementerio de Pando, donde se encuentra.